# Insulele Principilor
Insulele Principilor (alternativ Insulele Prinților, în turcă Prens Adaları, uzual doar Adalar) sunt un arhipelag de nouă insule din Marea Marmara, situate la distanțe de 10 până la 23 km în direcția sud-estică de Bosfor. Insulele fac parte din zona asiatcă a Istanbulului.  Ele constituie în același timp un district al Turciei (Districtul Adalar), care este parte a Provinciei İstanbul.

## Insule
Din cele nouă insule ale Districtului Adalar, patru sunt locuite. Administrația își are sediul pe Büyükada.
| Insula        | Nume grecesc                                                | Suprafață km² | Vârf         | Înălțime m | Populație |
| ------------- | ----------------------------------------------------------- | ------------- | ------------ | ---------- | --------- |
| Büyükada      | Πρίγκηπος (Pringipos)                                       | 5,4           | Yücetepe     | 203        | 7.335     |
| Heybeliada    | Χάλκη (Chalki)                                              | 2,3           | Değirmentepe | 136        | 5.529     |
| Burgazada     | Αντιγόνη (Αndigoni)                                         | 1,5           | Bayraktepe   | 170        | 1.578     |
| Kınalıada     | Πρώτη (Proti)                                               | 1,3           | Çınartepe    | 115        | 3.318     |
| Sedef Adası   | Αντιρόβυθος (Androvithos) Τερέβινθος (Terebinthos)          | 0,157         |              | 55         | -         |
| Yassıada      | Πλάτη (Plati)                                               | 0,05          |              | 46         | -         |
| Sivriada      | Οξειά (Oχeia)                                               | 0,05          |              | 90         | -         |
| Tavșan Adası  | Νέανδρος (Neandros)                                         | 0,004         |              | 40         | -         |
| Kașık Adası   | Πίτα (Pita)                                                 | 0,008         |              | 13         | -         |
| Prens Adaları | Πριγκηπόννησα (Pringiponnisa) Πριγκηπονήσια (Pringiponisia) | 10,7          | Yücetepe     | 203        | 17.760    |